# استار الاینس
استار الاینس (به انگلیسی: Star Alliance) اولین و بزرگترین اتحاد شرکت‌های هواپیمایی در جهان است که دفتر مرکزی آن، در شهر فرانکفورت، آلمان قرار دارد.
سازمان استار الاینس در سال ۱۹۹۷ از اتحاد ۵ شرکت هواپیمایی: تای ایرویز اینترنشنال، هواپیمایی اسکاندیناوی، ایر کانادا، لوفت‌هانزا و یونایتد ایرلاینز راه‌اندازی شد و هم‌اکنون شمار این خطوط هوایی متحد، به ۲۸ شرکت افزایش یافته، که در مجموع ۱٫۳۲۹ فرودگاه، در ۱۵۰ کشور را تحت مدیریت خود دارد و سالانه بالغ بر ۶۷۸٫۵ میلیون مسافر را جابجا می‌نماید.

## اعضا و وابسته‌ها

### اعضا و وابسته‌ها
A اعضای مؤسس.

B شرکت‌های مسافربری‌ای که زیر نظر Air Canada Express فعالیت می‌کنند، ایر نیوزلند لینک, سیمبر (شرکت هواپیمایی), لوفت‌هانزا رجینال، تیرولین و یونایتد اکسپرس لزوماً عضو استار الاینس محسوب نمی‌شوند.

C لوفت‌هانزا مالک همهٔ اعضای لوفت‌هانزا رجینال محسوب می‌شود.

D پروازهای Air Canada Express توسط Air Georgian, اکسپلویتس ولی ایر سرویسز، Jazz Aviation, Sky Regional Airlines انجام می‌شوند.

E  پروازهای ایر ایندیا رجیونال توسط Alliance Air انجام می‌شوند

F  پروازهای ایر نیوزلند لینک توسط ایر نلسون، Eagle Airways و Mount Cook Airline انجام می‌شوند.

G  پروازهای لوفت‌هانزا رجینال توسط Air Dolomiti, یورووینگز و لوفت‌هانزا سیتی‌لاین انجام می‌شوند.

H پروازهای یونایتد اکسپرس توسط کیپ ایر، CommutAir, ExpressJet Airlines, گوجت ایرلاینز, Mesa Airlines, Republic Airlines, شاتل آمریکا، اسکای‌وست و Trans States Airlines انجام می‌شوند.

I شرکت ترابری ارزان‌قیمت آفریقای جنوبی، مانگو در سال ۲۰۱۶ به‌عنوان شریک ارتباطی به اتحاد خواهد پیوست.

K  Vanilla Air و تایگرایر اکنون بخشی Value Alliance هستند.